# MV Loch Seaforth
MV Loch Seaforth fue el barco correo de Stornoway operado por David MacBrayne Ltd , desde 1947 hasta 1972. Encalló y se hundió en 1973, bloqueando el muelle de Tiree (Escocia), hasta que fue retirado para su desguace.

## Hundimiento

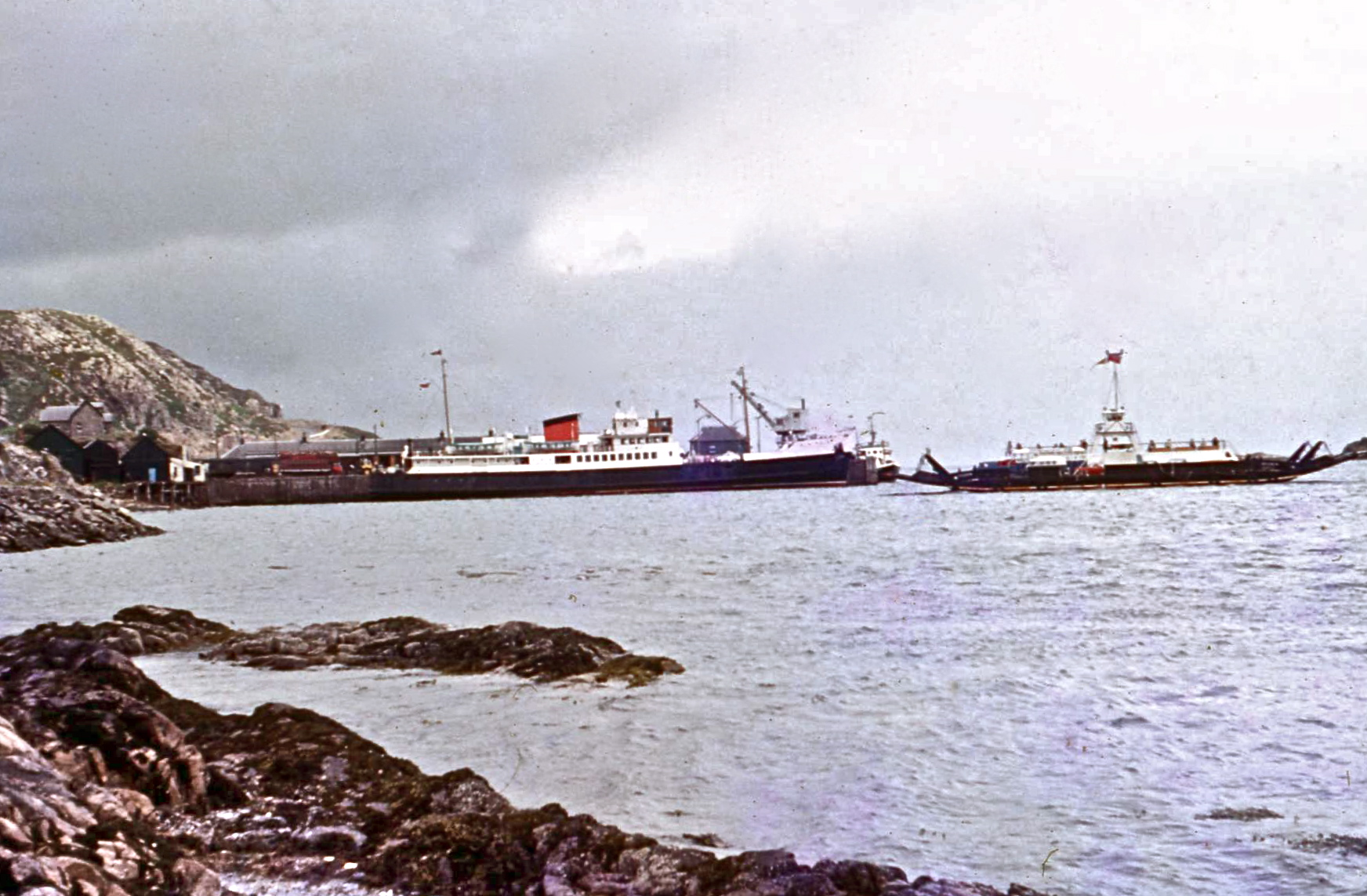
Loch Seaforth en 1971.

El 22 de marzo de 1973, encalló en Cleit Rock en el estrecho de Gunna con el director general y presidente de CalMac a bordo. Todos los pasajeros fueron sacados de manera segura y fue remolcada a Gott Bay, Tiree. Un mamparo cedió cuando fue bombeada y se hundió por completo, bloqueando el único muelle de Tiree hasta el 11 de mayo. La grúa flotante Magnus III levantó el antiguo barco correo de Stornoway hasta la playa. Fue reparado, reflotado y remolcado a Troon para su desguace.